# Lyciella subpallidiventris
Lyciella subpallidiventris är en tvåvingeart som beskrevs av Papp 1978. Lyciella subpallidiventris ingår i släktet Lyciella, och familjen lövflugor. Arten har ej påträffats i Sverige.